# Acroscyphella
Acroscyphella là một chi rêu trong họ Balantiopsaceae.